# Moth into Flame
«Moth into Flame» (укр. Метелик до вогню) — пісня американського рок-гурту Metallica, що вийшла 2016 року і стала другим синглом з альбому Hardwired…To Self-Destruct.
Пісня «Moth into Flame» вийшла 26 вересня 2016 року та стала другим синглом з альбому Hardwired…To Self-Destruct. Вона суттєво відрізнялася від попередньої опублікованої пісні з альбому, трихвилинної «Hardwired». Якщо першим синглом стала прямолінійна, коротка та швидка композиція, яка нагадувала ранню творчість Metallica, то «Moth into Flame» була набагато довшою та мелодичнішою, містила повноцінне гітарне соло, що робило її ближчою до прогресивного року, змушуючи порівнювати з альбомом Metallica …And Justice For All (1988).
В тексті пісні розповідається про метелика, що летить на вогонь. Джеймс Гетфілд написав його під враженням від перегляду документального фільму «Емі», присвяченого життю та смерті співачки Емі Вайнгауз. «Слава може бути темним, небезпечним наркотиком. Кожен хоче частинку тебе. Це повністю змінює ваш погляд на світ» — пояснював Гетфілд.
На 59-й церемонії вручення премії «Греммі» Metallica виконувала «Moth into Flame» разом з попспівачкою Леді Гагою. Під час живого виступу, який транслювався на телебаченні, у Гетфілда не працював мікрофон, тому частину пісні його не було чутно. За словами Ларса Ульріха, він не бачив фронтмена гурту таким розлюченим близько 20 років.